# Sylvain Saudan
Pour les articles homonymes, voir Saudan.
Sylvain Saudan est un skieur et alpiniste suisse né le 23 septembre 1936 à Lausanne (canton de Vaud) et mort le 14 juillet 2024 aux Houches (Haute-Savoie). Ses cendres ont été dispersées sur l'aiguille de Bionnassay.
Surnommé le « skieur de l'impossible », il est l'un des pionniers du ski extrême.

## Biographie
Jusqu'en 1975, soit jusqu'à ses 40 ans, la vie de Sylvain Saudan est surtout connue à travers le livre de Paul Dreyfus, Sylvain Saudan, skieur de l'impossible.

### Enfance et jeunesse
Bien que d'origine valaisanne, Sylvain Saudan passa les quatre premières années de sa vie à Lausanne (Vaud, Suisse). C'est dans la capitale vaudoise qu'il naquit le 23 septembre 1936. Ses parents avaient quitté le Valais natal quelques années auparavant pour des raisons économiques. Son père, Armand, travaillait dans le bâtiment, comme maçon. Sa mère s'appelait Cécile, elle était née Besse. En 1937 naîtra son frère Francis.
En 1939, la famille doit quitter Lausanne, car le gouvernement vaudois avait décidé d'écarter des chantiers les ouvriers originaires d'un autre canton, pour lutter contre le chômage. Elle déménage alors à Martigny-Bourg, en Valais. Armand est chef d'équipe à l'usine d'aluminium locale. L'année suivante, la famille s'installe quelques kilomètres plus haut, dans le hameau de Combarigny, près du village de La Fontaine, dans la commune de Martigny-Combe. C'est là qu'elle possédait une maison familiale, au confort spartiate, du bétail et quelques terres.
C'est à l'âge de cinq ans que le jeune Sylvain reçoit sa première paire de skis. Après la scolarité obligatoire, il travaille, dès 1951 comme manœuvre sur le chantier de la nouvelle route internationale du col de la Forclaz (Martigny-Chamonix). Après avoir passé son permis de conduire, il sera engagé comme chauffeur sur le même chantier, puis sur le chantier de la construction du barrage de Mauvoisin (1955-1958). Durant toute cette période, il pratique le ski dans sa région (Les Marécottes, Verbier), participant à des compétitions locales, présidant même le ski-club de Martigny-Combe en 1959.

### Du brevet d'instructeur aux premiers exploits
En 1961, à l'âge de 25 ans, Sylvain Saudan passe le brevet suisse d'instructeur de ski. On lui attribue le no 4114. Il exerce d'abord à Crans-Montana. L'été, il pratique l'alpinisme dans les Alpes suisses et françaises, partageant son temps entre ces deux passions (2 tiers de ski, 1 tiers d'alpinisme).
En décembre 1962, il part pour un voyage autour du monde et exerce son métier de moniteur de ski dans trois stations : Aspen au Colorado, Christchurch en Nouvelle-Zélande et Glenshee Ski Centre (en) en Écosse. Il a obtenu un diplôme de guide de haute montagne américain à Aspen, au printemps 1963. À Pâques en 1964, il est de retour à Martigny, puis se rend rapidement à Chamonix. Durant les hivers 1964-1965, 1965-1966 et 1966-1967, il fonctionne comme moniteur de ski à Zermatt et à Arosa. C'est là qu'il effectue son premier exploit au printemps 1967, dans une pente particulièrement abrupte sur les flancs du Rothorn.

### Le temps des « premières»
Entre 1967 et 1973, Sylvain Saudan accumule les « premières », au rythme d'une à deux par année. Bien qu'alpiniste chevronné, il est avant tout un skieur, ce qui le pousse, chaque fois que cela est possible, à utiliser les moyens de transport à disposition pour écourter les montées. Il a notamment recours à l'hélicoptère, ce que lui reprocheront les puristes. La revue allemande Alpinismus, par exemple, après sa descente de l'Eiger écrit : « Saudan au sommet de l'Eiger ? Eh bien qu'il y reste ! » Il prouve tout de même ses talents d'alpiniste lors de l'ascension du mont McKinley, de 1 800 à près de 6 200 m.
Ses premiers exploits ne sont pas très médiatisés. Néanmoins, les films réalisés lors de la descente du couloir Gervasutti et surtout de l'aiguille de Bionnassay lui ouvrent, dès l'automne 1970, une carrière parallèle : celle de conférencier.
Après les Alpes, Sylvain Saudan se lance à la conquête des sommets d'Amérique du Nord, puis de l'Himalaya. En mai 1979, il dirige une expédition sur le Dhaulagiri. Le 13 mai 1979, un accident à 7 600 m, entraîne la mort de deux Français et d'un sherpa. En 1982, il skie sur 3 000 m le Gasherbrum I ou Hidden Peak et effectue ainsi la première descente complète d'un sommet de plus de 8 000 m,. Ses exploits lui valent d'être cité dans le Livre Guinness des records.
Ses « premières » ne lui rapportant pas d'argent, en 1971, Sylvain Saudan gagne sa vie, l'hiver, de ses leçons de ski et, l'été, de ses courses en montagne. Il possède aussi un magasin de ski à Arosa. Plus tard, il ouvre un restaurant à Chamonix : L'Impossible ! et organise aussi des expéditions d'héliski au Cachemire. Une de ces expéditions a failli mal tourner en mars 2007. Le 13 août 2016, il reçoit le « Mérite alpin » du festival international du film alpin des Diablerets, pour l'ensemble de ses exploits. En 2017, la station de Whistler Blackcomb au Canada baptise un couloir à son nom.

#### Tableau des « premières»
| Date                | Montagne                              | Tracé                                               | Commentaires |
| ------------------- | ------------------------------------- | --------------------------------------------------- | --- |
| 1967, début avril   | Rothorn (2 895 m)                     | un couloir sans nom                                 | 1re descente dans une pente à 40-45°, au-dessus d'Arosa (Grisons)                                                                                   |
| 1967, début mai     | Piz Corvatsch (3 451 m)               | Face nord (3 303 m à 2 702 m)                       | 2e descente dans une pente à plus de 45°, au-dessus de Saint-Moritz (Grisons)                                                                       |
| 1967, 23 septembre  | Aiguille de Blaitière (env. 3 500 m)  | Couloir Spencer                                     | Une pente à 50-55° au-dessus de Chamonix ; 200 à 250 virages ; pour la 1re fois la presse s'intéresse à son exploit                                 |
| 1968, 10 juin       | Aiguille Verte (4 122 m)              | Couloir Whimper (4 051 m à 3 478 m)                 | 1 h 30 de descente, dans le brouillard, dans ce « toboggan » incliné à 55° au sommet                                                                |
| 1968, 17 octobre    | Mont Blanc du Tacul (4 248 m)         | Couloir Gervasutti (4 200 m à 3 465 m)              | en 50 minutes et quelque 600 virages ; pente à plus de 55° ; l'exploit est pour la première fois filmé                                              |
| 1969, 10 juin       | Mont Rose                             | Couloir Marinelli (4 517 m au glacier du Belvédère) | un avion le dépose près du sommet ; il est seul ; 2 h 30 de descente et 2 300 à 2 500 virages                                                       |
| 1969, 6 octobre     | Aiguille de Bionnassay (4 052 m)      | Face nord                                           | Dans le massif du Mont-Blanc ; pour la 1re fois, il s'attaque à une paroi ; 2 h 10 de descente (en partie filmée) ; 700 à 1 000 virages             |
| 1970, 9 mars        | Eiger (3 975 m)                       | Face nord-ouest                                     | Un hélicoptère le pose à 600 m du sommet ; 2 h de descente                                                                                          |
| 1971, 3 mars        | Mont Hood (3 419 m)                   | un couloir dans la face nord-est                    | Un hélicoptère le pose au sommet de cet ancien volcan ; pente à 50-55° ; une centaine de personnes l'attend au pied de la montagne                  |
| 1971, 11 avril      | Grandes Jorasses (4 208 m)            | Face sud                                            | Un hélicoptère le pose à 30 min du sommet de la pointe Walker ; 5 h 30 de descente très difficile, env. 2 500 virages, en partie dans le brouillard |
| 1972, 9-10 juin     | Mont McKinley (6 178 m)               | Face sud-ouest                                      | La plus longue descente verticale, de 6 200 m à 1 800 m, en 7 h (3 h, pause, 4 h), pente à 45-50° ; la montée s'est faite à pied (depuis 1 800 m)   |
| 1973, 24 juin       | Mont Blanc (4 806 m)                  | Face sud-ouest                                      | Un hélicoptère le pose au sommet ; dans la descente une avalanche se déclenche devant lui ; pente à 50-55° ; 3 h de descente                        |
| 1977, 26 juin       | Nun Kun (7 135 m)                     |                                                     | Première expérience dans l'Himalaya, sans oxygène ; une voie ouverte à la montée, après une tentative infructueuse en 1976 ; pente à 50° et plus    |
| 1982, 27-28 juillet | Gasherbrum I ou Hidden Peak (8 068 m) |                                                     | Première descente à ski intégrale d'un 8 000 m, une avalanche de déclenche devant lui ; pente à plus de 50°                                         |
| 1986                | Mont Fuji                             |                                                     | Pour ses 50 ans : 1 500 m de descente verticale dans les rochers                                                                                    |

## Citations
- « Je ne vis pas pour la montagne. Je ne pourrais pas vivre sans elle. Je vis avec elle[11]. »
- « La godille, c'est la danse du skieur[12]. »
- « Quand on descend un couloir à ski, on côtoie vraiment la mort à chaque mouvement qui ne serait pas parfaitement contrôlé. Il n'y a vraiment qu'un seul moyen de s'en sortir : c'est de ne pas tomber[13]. »

### Vidéo
- Expédition en Himalaya. Grandes Jorasses. Charleville-Mézières : Action Vidéo, 1989 (Out of limits). Cassette vidéo réalisée par Jean Afanassieff et Sylvain Saudan.